# Kazuya Okamura
Kazuya Okamura (岡村 和哉 Okamura Kazuya?, nacido el 15 de diciembre de 1987 en Okayama) es un futbolista japonés que se desempeña como defensa.

## Trayectoria

### Clubes
| Club              | País  | Año         |
| ----------------- | ----- | ----------- |
| Roasso Kumamoto   | Japón | 2010 - 2011 |
| V-Varen Nagasaki  | Japón | 2011 - 2013 |
| Kamatamare Sanuki | Japón | 2013 -      |

## Estadística de carrera

### J. League
| Club              | Año   | J. League | J. League | Copa J. League | Copa J. League | Total | Total |
| Club              | Año   | Part.     | Goles     | Part.          | Goles          | Part. | Goles |
| ----------------- | ----- | --------- | --------- | -------------- | -------------- | ----- | ----- |
| Roasso Kumamoto   | 2010  | 0         | 0         | -              | -              | 0     | 0     |
| Roasso Kumamoto   | 2011  | 0         | 0         | -              | -              | 0     | 0     |
| V-Varen Nagasaki  | 2013  | 2         | 0         | -              | -              | 2     | 0     |
| Kamatamare Sanuki | 2014  | 39        | 3         | -              | -              | 39    | 3     |
| Kamatamare Sanuki | 2015  | 39        | 0         | -              | -              | 39    | 0     |
| Kamatamare Sanuki | 2016  | 24        | 0         | -              | -              | 24    | 0     |
| Kamatamare Sanuki | 2017  | 27        | 0         | -              | -              | 27    | 0     |
| Total             | Total | 131       | 3         | 0              | 0              | 131   | 3     |